# IC 2905
IC 2905 је појединачна звијезда у сазвјежђу Лав која се налази на листи објеката дубоког неба у Индекс каталогу.
Деклинација објекта је + 9° 6' 25" а ректасцензија 11h 31m 47,1s.